# Batalla de Port Gibson
La Batalla de Port Gibson fue un enfrentamiento armado de la Guerra de Secesión estadounidense, que se enmarca en la Campaña de Vicksburg. Acaeció el 1 de mayo de 1863.

## Antecedentes
El general de la Unión Ulysses S. Grant lanzó su campaña para recuperar Vicksburg (Misisipi) en la primavera (boreal) de 1863, tomando como base el pueblo de Milliken´s Bend, ubicado en la ribera occidental del río Misisipi. Su intención era tomar al asalto el Grand Gulf, mientras que su subordinado, el general William T. Sherman, efectuaba una maniobra distractiva para evitar que el ejército confederado ofreciera resistencia. La citada maniobra consistía en fingir un ataque sobre Yazoo Bluffs. Hecho esto, Grant enviaría al general Nathaniel P. Banks con el XII Cuerpo de Ejército a tomar Port Hudson, Luisiana, mientras que Sherman se apresuraría a reunirse con Grant y James B. McPherson para atacar los ferrocarriles enemigos. Sin embargo, la flota unionista no fue capaz de silenciar las baterías confederadas en Grand Gulf, lo que obligó a Grant a embarcar sus tropas hacia el sur, comenzando a cruzar el río en Bruinsburg, Misisipi, el 30 de abril. El ataque ficticio contra Yazoo —conocido como Batalla de Snyder´s Bluffs— fue un éxito total, al punto de que solo una brigada confederada pudo ser enviada para oponerse al avance de Grant.
Las únicas tropas confederadas en el área consistían en un regimiento de caballería al mando de Wirt Adams, y habían recibido la orden de perseguir a las fuerzas federales. El general John S. Bowen, por lo tanto, decidió efectuar una operación de reconocimiento para tratar de obligar a Grant a revelar sus verdaderas intenciones. Cruzó Rodney Road, al sudeste de Port Gibson y se movió hacia el sur con una única brigada. Otra brigada, al mando del brigadier general Edward D. Tracy llegó más tarde y se apostó sobre el camino de Bruinsburg para apoyar a Bowen. Por último, una tercera fue enviada para el mismo cometido. De espaldas a una serie de colinas de 30 metros de altura, la posición confederada era casi inexpugnable, a pesar de la enorme superioridad numérica de los soldados de la Unión.
La falta de caballería sudista tendría un impacto enorme sobre el desarrollo futuro de la campaña. Si Bowen hubiera sido informado de que los norteños estaban desembarcando en Bruinsburg y no en Rodney, se hubiera apostado en el lugar correcto, negando a Grant la posibilidad de consolidar su cabeza de puente hacia el corazón del territorio confederado. Para colmo de males, el ejército de Tennessee se demoró en llegar al lugar, porque su comandante, John A. McClernand, había olvidado solicitar raciones para alimentar a sus tropas. Tras el consiguiente retardo, el mencionado ejército consiguió abrirse paso hacia Port Gibson. Justo después de la medianoche del 1 de mayo, los elementos avanzados del ejército unionista —la 14.ª División, al mando del brigadier general Eugene A. Carr— hicieron contacto con los primeros pelotones confederados en el centro de la ciudad. Hasta las 3 de la mañana se registraron esporádicos combates de artillería. Informado de que el enemigo atacaba desde el norte, McClernand apostó la 9.ª División, al mando del general Osterhaus para oponérsele. Ubicados ambos contendientes en sus posiciones, esperaron en silencio a las primeras luces.

## La batalla
Carr inspeccionó personalmente el campo de batalla, y decidió que un ataque frontal a las posiciones confederadas sería suicida. En lugar de ello, elaboró un plan envolvente según el cual una brigada avanzaría lentamente a través de un cañaveral mientras que otra se desplazaría por el fondo de una cañada, invisibles ambas a los ojos del enemigo. Esta última se arrojaría luego sobre el flanco izquierdo confederado.
El plan se cumplió a la perfección, y ambos flancos cayeron hacia el anochecer del mismo día, dejando a los confederados completamente derrotados.

## Consecuencias
Por causa de la derrota en Port Gibson, el ejército rebelde perdió toda la costa del río, sus puentes y vados, y comenzó a verse acosado por las lanchas artilleras de la Unión, que tenían ahora vía libre para desplazarse por la importante vía de navegación.
Del mismo modo, el General Grant pudo forzar la entrada a Vicksburg y adueñarse de las rutas y caminos de la orilla occidental del Misisipi. Gracias a ello, el general unionista asedió y capturó Jackson, capital estatal, y los ferrocarriles que hacían cabecera en ella. La logística y la velocidad de desplazamiento de sus tropas mejoraron notablemente a partir de entonces.